# Олаф Стейплдон
Олаф Стейплдон, повне ім'я Вільям Олаф Стейплдон (англ. William Olaf Stapledon; 10 травня, 1886, Мерсісайд на півострові Віррел, графство Чешир — 6 вересня, 1950, Келді) — британський викладач, письменник-фантаст і філософ.

## Життєпис

### Ранні роки
Батьки — Вільям Клібберт Стейплдон та Еммелайн Міллер. Хлопчик народився у невеличкому селі, пізніше перейменованому на Мерсисайд на півострові Віррел, графство Чешир, неподалік міста Ліверпуль. Батьки через рік після народження сина перебралися у Єгипет, де в місті Порт-Саїд батько працював у експедиції.

### Освіта і перший літературний твір
Хлопець відвідував школу «Ебботсхольм» (1898—1905), а потім коледж «Бейлліол» Оксфордського університету (1905—1909). З 1913 року мав ступінь магістра сучасної історії. Починав працювати в початковій школі міста Манчестер, потім експедитором у місті Ліверпуль, перебрався на працю в Порт-Саїд. Почав писати вірші. 1914 року вийшла з друку його збірка поезій під назвою «Псалми останніх днів» (англ. Latter-Day Psalms).

### Роки 1-ї світової війни
Літератор-початківець, він був пацифістом за переконаннями. Тому брати участь у військових операціях в Першу світову війну рішуче відмовився.
Але він був на континенті у складі Квакерського санітарного підрозділу на території Франції та у Бельгії з липня 1915 по січень 1919 року.

### Власна родина і філософські твори
Олаф Степлдон одружився у повоєнний період і узяв шлюб із пані Агнес Міллер Зена, котра була із Нової Зеландії. Подружжя мало двох синів.
З 1920 року він мешкав із власною родиною у Вест-Кирбі, де й далі займався поезією. До 1929 року він викладав філософію та психологію у вечірній школі. Водночас посилав власні статті у різні філософські журнали. 1929 року була надрукована його книжка «Сучасна теорія етики».

### Письменство
Філософії було замало і він знайшов час для написання свого першого фантастичного роману — «Останні і перші люди». Роман, оприлюднений 1930 року, прочитали британські письменники Джон Прістлі й Герберт Веллс. Твір дістав схвальні відгуки.
Це спрацювало на зміни в житті Стейплдона, котрий вирішив покинути педагогіку і поринути в письменство. 1932 року була оприлюднена його чергова книжка «Останні люди у Лондоні» (англ. Last men in London), 1935 року — книжка «Дивацький Джон» (англ. Odd John). Письменник розвивав власні концепції спілкування надлюдей-мутантів із пересічними мешканцями.
1937 року оприлюднена його книга «Творець зірок», котру схильні вважати найважливішим і найглибшим твором письменника. Його твори друкують, його знають колеги-письменники, але широкою популярності він не мав, як і матеріального успіху від письменства. Лише 1940 року вони змогли добудувати новий власний будинок у Келді, де він житиме до самої смерті.

### Смерть
Олаф Степлдон помер 6 вересня 1950 року від серцевого нападу. Тіло пройшло кремацію і прах розвіяли на скелях у Келді, де він мешкав останні роки.

## Вплив теорій Олафа Стейплдона
На прикладі Олафа Стейплдона можна помітити невідповідність малої популярності й помітного впливу ідей, запропонованих письменником у власних творах. Олафа Степлдона надзвичайно поціновував Артур Кларк. Його ідеї вплинули на творчість низки західноєвропейських письменників-фантастів, серед котрих Станіслав Лем, пані Доріс Лессінг, Наомі Мітчісон, Клайв Стейплз Льюїс, Вернор Вінжі, Браєн В. Олдіс тощо.
Вплив ідей письменника був не тільки на літературу, а і на кінематограф. Так, Герберт Веллс запозичив декілька ідей Олафа Стейплдона у власному сценарії до фільму «Образ прийдешнього». Космічний корабель у серіалі «Зоряний шлях» був названий Джеймсом Блішем на честь Олафа Стейплдона.

## Основні твори

### Романи
- Останні і перші люди: історія близького та далекого майбутнього (англ. Last and First Men: A Story of the Near and Far Future), 1930
- Останні люди в Лондоні (англ. Last Men in London), 1932
- Творець туманності (англ. Nebula Maker), 1933 (видана в 1976)
- Дивний Джон (англ. Odd John), 1935
- Творець зірок (англ. Star Maker), 1937
- Темрява і світло (англ. Darkness and the Light), 1942
- Сіріус: Фантазія про любов і розбрат (англ. Sirius: A Fantasy of Love and Discord), 1944
- Смерть у життя (англ. Death into Life), 1946
- Людина розділена (англ. A Man Divided), 1950

### Повісті
- Полум'я: Фантазія (англ. The Flames: A Fantasy), 1947

### Твори короткої форми
- Дорога до медпункту (англ. The Road to the Aide Post), 1916
- Насіння і квітка (англ. The Seed and the Flower), 1916
- Людство на Венері (англ. Humanity on Venus), 1930
- Світ звуку (англ. A World of Sound), 1936
- Всесвітня історія (англ. Universal History), 1937
- Старий у Новому світі (англ. Old Man in a New World), 1944
- Бунтівні руки (англ. Arms Out of Hand), 1946
- Людина, що стала деревом (англ. The Man Who Became a Tree) вперше опубліковано в 1979
- Схід — це Захід (англ. East Is West), вперше опубліковано в 1979
- Сучасний чарівник (англ. A Modern Magician), вперше опубліковано в 1979
- Вершина і місто (англ. The Peak and the Town), вперше опубліковано в 1984
- Історія Джона (англ. The Story of John) — глава з книги «Останні люди в Лондоні», що стала основою роману «Дивний Джон»; вперше опубліковано в 1976

### Нехудожні твори
- Святі і революціонери (англ. Saints and Revolutionaries), 1937